# Annetta Einzmann
Annetta Einzmann  SSpS (* 23. April 1894 in Bruchsal; † 6. Februar 1944 in der Bismarcksee) war eine deutsche Steyler Missionsschwester und Märtyrin.

## Leben
Anna Einzmann wuchs als jüngstes von 4 Kindern eines Landwirts auf. Ein Onkel und eine Tante waren im Kloster. Am 12. Oktober 1919 trat sie in Steyl bei den Steyler Missionsschwestern ein (denen ihre ältere Schwester bereits seit 1897 angehörte) und begann am 8. Juni 1920 das Noviziat unter dem Ordensnamen Annetta. Am 8. Juni 1922 legte sie ihre Zeitlichen Gelübde ab und arbeitete im Provinzhaus Marienau in Vallendar. Dann reiste sie mit anderen am 19. November 1928 nach Alexishafen in die Papua-Neuguinea-Mission. Nach der Besetzung Neuguineas durch die japanischen Invasionstruppen 1942 wurde sie zusammen mit Bischof Franziskus Wolf und zahlreichen Mitbrüdern und Missionsschwestern in einem Sammellager auf der Vulkaninsel Manam interniert, wo sie an Unterernährung litten und an Malaria erkrankten. Am 5. Februar gingen sie unter Protest auf das japanische Transportschiff Yorishime Maru, das am 6. Februar nachts von der amerikanischen Luftwaffe angegriffen wurde. Es starben 46 Menschen, darunter Annetta Einzmann. Eine Gedenkstätte befindet sich in Alexishafen.

## Gedenken
Die Römisch-katholische Kirche in Deutschland hat Schwester Annetta Einzmann als Märtyrin in das deutsche Martyrologium des 20. Jahrhunderts aufgenommen.